# 680
| Calendário gregoriano                                                        | 680 DCLXXX                      |
| Ab urbe condita                                                              | 1433                            |
| Calendário arménio                                                           | 129 – 130                       |
| Calendário bahá'í                                                            | -1164 – -1163                   |
| Calendário budista                                                           | 1224                            |
| Calendário chinês                                                            | 3376 – 3377                     |
| Calendário copta                                                             | 396 – 397                       |
| Calendário etíope                                                            | 672 – 673                       |
| Calendários hindus - Vikram Samvat - Calendário nacional indiano - Cáli Iuga | 735 – 736 601 – 602 3780 – 3781 |
| Calendário Holoceno                                                          | 10680                           |
| Calendário islâmico                                                          | 60 – 61                         |
| Calendário judaico                                                           | 4440 – 4441                     |
| Calendário persa                                                             | 58 – 59                         |
| Calendário rúnico                                                            | 930                             |
| Calendário solar tailandês                                                   | 1223                            |

680 (DCLXXX, na numeração romana) foi um ano bissexto do século VII, do Calendário Juliano, da Era de Cristo, teve início a um domingo e terminou a uma segunda-feira. suas letras dominicais foram A e G.
| Ano completo                       |
| ---------------------------------- |
| Ano bissexto com início ao domingo |

## Eventos
- III Concílio de Constantinopla: condenação do Monotelatismo.
- Iázide I (645-683) ascende a califa omíada de Damasco (r. 680–683)

## Nascimentos
- Gensho, 44º imperador do Japão.

## Mortes
- 6 de maio - Moáuia I ibne Abi Sufiane, primeiro califa omíada, em Damasco (n. 602)